# Вазописец Великого Афинского канфара

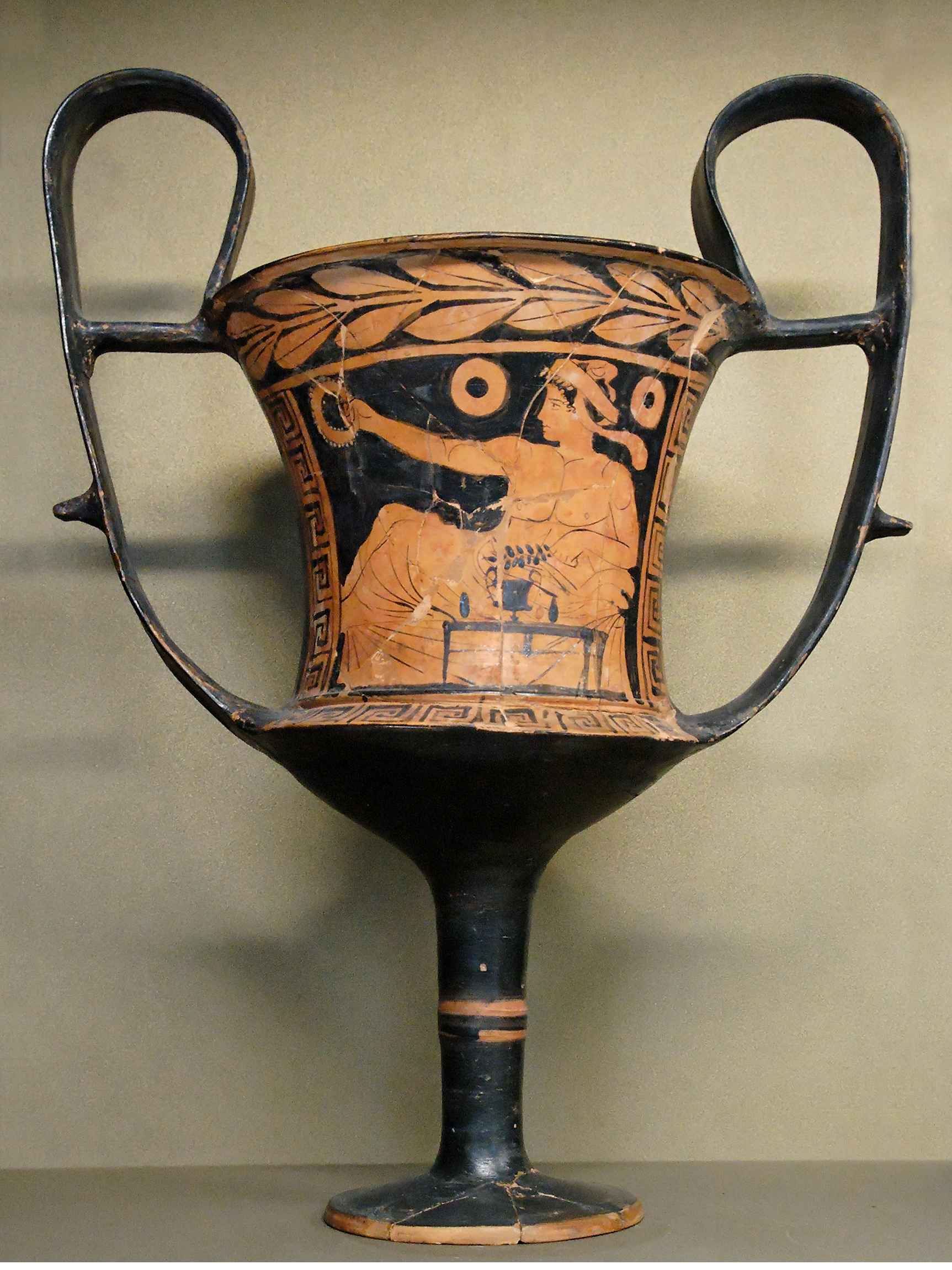
Великий афинский канфар: симпосиаст, Лувр

Вазописец Великого Афинского канфара (англ. Painter of the Great Athens Kantharos, нем. Maler des grossen Athener Kantharos, фр. Peintre du Grand Cratère d'Athènes ) — анонимный греческий вазописец, работал в Беотии в середине V веке до н. э. в краснофигурной технике.

## Известные работы
- именная ваза — так называемый Большой афинский канфар с изображением симпосиаста на стороне В. Канфар датирован около 450—425 до н. э. Сейчас экспонируется в отделе греческих, этрусских и римских древностей Лувра. Экспонат CA1139[1].
- киликс-кратер с изображением на стороне А Артемиды. Экспонат CA 1795, Лувр.